# 1948年イタリア総選挙
1948年イタリア総選挙（1948ねんイタリアそうせんきょ、イタリア語: Elezioni politiche in Italia del 1948）は、1948年4月18日および4月19日にイタリアで行われた議会議員（第1期）の総選挙である。

## 概要
1948年のイタリア共和国憲法制定後初めて行われた総選挙で、上院（元老院）と下院（代議院）の全議席を改選した。

## 選挙データ

### 大統領
- 大統領：エンリコ・デ・ニコラ（初代）

### 内閣
- 選挙前：第4次ガスペリ内閣（第3代）
  - 首相：アルチーデ・デ・ガスペリ（初代）※キリスト教民主党議長
  - 与党：キリスト教民主党（DC）、イタリア労働者社会党（PSLI）、イタリア自由党（PLI）、イタリア共和党（PRI）
- 選挙後：第5次ガスペリ内閣（第4代）
  - 首相：アルチーデ・デ・ガスペリ（初代）※キリスト教民主党議長
  - 与党：キリスト教民主党（DC）、イタリア労働者社会党（PSLI）、イタリア自由党（PLI）、イタリア共和党（PRI）

### 解散日
- 1948年1月31日

### 投票日
- 1948年4月18日 - 4月19日

### 改選数
- 元老院（上院）：237

直近の国勢調査に基づいた各州の人口に比例して議席を各州に配分（ただし、モリーゼ州は2議席、ヴァッレ・ダオスタ州は1議席）した後、各州定数に基づいて選挙区を画定する。
- 17：ピエモンテ州
- 01：ヴァッレ・ダオスタ州
- 31：ロンバルディア州
- 06：トレンティーノ＝アルト・アディジェ州
- 19：ヴェネト州
- 06：フリウリ＝ヴェネツィア・ジュリア州
- 08：リグーリア州
- 17：エミリア＝ロマーニャ州
- 15：トスカーナ州
- 06：ウンブリア州
- 07：マルケ州
- 16：ラツィオ州
- 06：アブルッツォ州
- 02：モリーゼ州
- 21：カンパニア州
- 15：プッリャ州
- 06：バジリカータ州
- 10：カラブリア州
- 22：シチリア自治州
- 06：サルデーニャ自治州

- 代議院（下院）：574

### 選挙制度

#### 上院
小選挙区比例代表連用制
立候補は政党名簿ではなく、候補者個人を届け出る。但し、比例代表制による残余議席配分のための候補者連合の届出を予め提出しておく（政党名簿の役割を果たす）。
- 小選挙区制

1. 65％以上の得票者が当選。
2. 州内で65％以上の得票を得た候補者がいない選挙区が一つしかない場合は、その選挙区で相対多数の得票を得た候補が当選する（定数1名のヴァレ・ダオスタ州はこの方式によって当選者を決定する）

- 非拘束名簿式比例代表

1. 前記の基準に達した候補者がいない選挙区では、州単位で票の集計を実施し、予め提出されている候補者連合に対してドント式比例代表制で議席を配分する。
2. 候補者連合内部における当選者決定は、それぞれの選挙区における有権者総数に対する得票比率で決定する。

##### 投票方法
秘密投票、単記投票、記号式、1票制
候補者または候補者の所属政党に投票する。投票用紙に印刷されている候補者氏名と所属政党のロゴマークの両方、もしくは片方に×印をつけて投票する。

##### 選挙権
25歳以上のイタリア国民

##### 被選挙権
40歳以上のイタリア国民

##### 有権者数
25,874,809

#### 下院
厳正拘束名簿式比例代表制
1. 州を単位とした32選挙区と残余議席配分のための全国単一選挙区で選出する。
2. 政党は、優先順位を付した候補者名簿を提出する。
3. 候補者は同一政党の3つ以内の選挙区の候補者名簿に記載することができ、また同時に行われる上院議員選挙にも立候補が可能である。重複立候補し複数選挙区で当選した場合は、当選者本人の選択で選挙区を決定し、空席は同一選挙区における次点候補が繰り上げ当選する。
4. 各政党（政治団体や政党連合も含む）への議席配分は以下の手順で実施する。
  1. 各名簿の得票数を決定
  2. 全名簿の総得票数を総和（選出議員数＋2、端数は切り捨て）して当選基数を決定。
  3. 各政党名簿の得票数を当選基数で割り、その商の整数部分を配分する。
  4. 配分議席数がその選挙区の定数を超えた場合は、再計算（当選基数計算のための除数＋2を、＋1又は＋0に変えて再計算）を配分議席数合計が定数以下になるまで行う。
  5. 配分議席数がその選挙区より少ない場合は、残余議席を全国単一選挙区にプールし、一つ以上の選挙区で当選基数に達し、かつ全国で30万票以上の得票があった政党に、その各選挙区での残余票合計を基礎に最高剰余方式で配分していく
  6. その政党へ配分された議席数の枠内で当選者決定は、投票の際の優先投票の得票数によって決定する。なお、優先投票の得票数が同一となった場合は、あらかじめ付された名簿順位によって決定される。

##### 投票方法
秘密投票、単記投票、記号式、1票制
投票用紙に印刷されている政党ロゴ（予め内務省に登録されたロゴである）に×をつけて投票する。
なお有権者は投票の際、選択した候補者名簿の候補者に独自に優先順位をつけて投票することもできる（優先投票、選挙区定数が15名以下の場合は3名、16名以上の場合は4名まで）。

##### 選挙権
18歳以上のイタリア国民

##### 被選挙権
25歳以上のイタリア国民

##### 有権者数
29,117,270	

## 選挙結果

### 上院

#### 党派別獲得議席
|                                                     |                                        |                      |                    |            |        |
| 政党／候補者名簿連合                                | 政党／候補者名簿連合                   | 政党／候補者名簿連合 | 獲得 議席          | 得票数     | 得票率 |
|                                                     | キリスト教民主党                       | DC                   | 131                | 10,899,640 | 48.11% |
|                                                     | 人民民主戦線                           | FDP                  | 72                 | 6,969,122  | 30.76% |
|                                                     | 国民連合                               | BN                   | 7                  | 1,222,419  | 5.40%  |
|                                                     | 社会主義統一                           | US                   | 8                  | 943,219    | 4.16%  |
|                                                     | 社会主義統一・イタリア共和党           | US-PRI               | 4                  | 607,792    | 2.68%  |
|                                                     | イタリア共和党                         | PRI                  | 4                  | 594,178    | 2.62%  |
|                                                     | 君主党                                 | PNM                  | 3                  | 393,510    | 1.74%  |
|                                                     | 南チロル人民党                         | SVP                  | 2                  | 94,406     | 0.42%  |
|                                                     | イタリア社会運動                       | MSI                  | 1                  | 164,092    | 0.72%  |
|                                                     | サルディーニャ行動党                   | PSd'Az               | 1                  | 65,743     | 0.29%  |
|                                                     | 無所属                                 | 無所属               | 4                  | 544,039    | 2.40%  |
|                                                     | イタリア農民党                         | PCdI                 | 0                  | 65,986     | 0.29%  |
|                                                     | 連邦主義運動連合                       | UMF                  | 0                  | 42,880     | 0.19%  |
|                                                     | 社会民主国民運動                       | MNDS                 | 0                  | 27,152     | 0.12%  |
|                                                     | 共和進歩民主戦線                       | FDPR                 | 0                  | 13.479     | 0,06%  |
|                                                     | ヴァッレ・ダオスタの農村と独立した結集 | CRIA                 | 0                  | 2.868      | 0,01%  |
|                                                     | 独立社会主義連合                       | USI                  | 0                  | 2.833      | 0,01%  |
|                                                     | 諸派                                   | 諸派                 | 0                  | 2.932      | 0,01%  |
| 総計                                                | 総計                                   | 総計                 | 237                | 22,657,290 | 100.0% |
| 有効票数（有効率）                                  | 有効票数（有効率）                     | 有効票数（有効率）   | 有効票数（有効率） | 22,657,290 | 95.03% |
| 無効票数（無効率）                                  | 無効票数（無効率）                     | 無効票数（無効率）   | 無効票数（無効率） | 1,185,629  | 4.97%  |
| 投票総数（投票率）                                  | 投票総数（投票率）                     | 投票総数（投票率）   | 投票総数（投票率） | 23.842.919 | 92.15% |
| 棄権者数（棄権率）                                  | 棄権者数（棄権率）                     | 棄権者数（棄権率）   | 棄権者数（棄権率） | 2,031,890  | 7.85%  |
| 有権者数                                            | 有権者数                               | 有権者数             | 有権者数           | 25,874,809 | 100.0% |
| 出典：Ministero dell'Interno - 内務省（イタリア語） |                                        |                      |                    |            |        |

### 下院

#### 党派別獲得議席
|                                                     |                                        |                      |                    |                    |            |        |        |
| 政党／候補者名簿連合                                | 政党／候補者名簿連合                   | 政党／候補者名簿連合 | 獲得 議席          | 増減               | 得票数     | 得票率 | 改選前 |
|                                                     | キリスト教民主党                       | DC                   | 305                | 098                | 12,740,042 | 48.51% | 207    |
|                                                     | 人民民主戦線                           | FDP                  | 183                | 036                | 8,136,637  | 30.98% | 147    |
|                                                     | 社会主義統一                           | US                   | 33                 | 033                | 1,858,116  | 7.07%  | 新党   |
|                                                     | 国民連合                               | BN                   | 19                 | 052                | 1,003,727  | 3.82%  | 71     |
|                                                     | 君主党                                 | PNM                  | 14                 | 002                | 729,078    | 2.78%  | 16     |
|                                                     | イタリア共和党                         | PRI                  | 9                  | 014                | 651,875    | 2.48%  | 23     |
|                                                     | イタリア社会運動                       | MSI                  | 6                  | 006                | 526,882    | 2.01%  | 新党   |
|                                                     | 南チロル人民党                         | SVP                  | 3                  | 003                | 124,243    | 0.47%  | 新党   |
|                                                     | イタリア農民党                         | PCdI                 | 1                  | 増減なし           | 95,914     | 0.37%  | 1      |
|                                                     | サルディーニャ行動党                   | PSd'Az               | 1                  | 001                | 61,928     | 0.24%  | 2      |
|                                                     | キリスト教社会党                       | PCS                  | 0                  | 増減なし           | 72,854     | 0.28%  | 0      |
|                                                     | 社会民主国民運動                       | MNDS                 | 0                  | 増減なし           | 56,096     | 0.21%  | 新党   |
|                                                     | 連邦主義運動連合                       | UMF                  | 0                  | 増減なし           | 52,655     | 0.20%  | 新党   |
|                                                     | 労働組合人民連合                       | BPU                  | 0                  | 増減なし           | 35,899     | 0.14%  | 新党   |
|                                                     | 国際主義共産党                         | PCInt                | 0                  | 増減なし           | 20,736     | 0.08%  | 0      |
|                                                     | 共和進歩民主戦線                       | FDPR                 | 0                  | 000                | 14,482     | 0.06%  | 1      |
|                                                     | 連合兵士の国家への結集                 | CNCU                 | 0                  | 増減なし           | 11,396     | 0.04%  | 新党   |
|                                                     | イタリア民主労働党                     | PDLI                 | 0                  | 増減なし           | 10,002     | 0.04%  | 新党   |
|                                                     | 年金受給者独立民主党                   | PDIP                 | 0                  | 増減なし           | 8,125      | 0.03%  | 新党   |
|                                                     | 独立農民党                             | PdCI                 | 0                  | 増減なし           | 6,733      | 0.03%  | 新党   |
|                                                     | イタリア民主戦線                       | FDI                  | 0                  | 増減なし           | 5,481      | 0.02%  | 新党   |
|                                                     | 政治団体右派                           | GPD                  | 0                  | 増減なし           | 4,300      | 0.02%  | 新党   |
|                                                     | 全国戦争不明者親族協会                 | ANPDG                | 0                  | 増減なし           | 3,707      | 0.01%  | 新党   |
|                                                     | 祖国と自由党                           | PPL                  | 0                  | 増減なし           | 3,178      | 0.01%  | 新党   |
|                                                     | ヴァッレ・ダオスタの農村と独立した結集 | CRIA                 | 0                  | 増減なし           | 2,906      | 0.01%  | 新党   |
|                                                     | イタリアの反ボルシェビキ戦線           | FAI                  | 0                  | 増減なし           | 2,756      | 0.01%  | 新党   |
|                                                     | 独立社会主義連合                       | USI                  | 0                  | 増減なし           | 2,637      | 0.01%  | 新党   |
|                                                     | イタリア大衆団体                       | RPI                  | 0                  | 増減なし           | 2,191      | 0.01%  | 新党   |
|                                                     | 単一反共産主義戦線・民族の覚醒         | FUA - RN             | 0                  | 増減なし           | 2,091      | 0.01%  | 新党   |
|                                                     | マグリオ                               | MAGLIO               | 0                  | 増減なし           | 1,642      | 0.01%  | 新党   |
|                                                     | イタリア自由労働組合連盟               | CISL                 | 0                  | 増減なし           | 1,531      | 0.01%  | 新党   |
|                                                     | 戦争死傷者国民運動                     | VDMNG                | 0                  | 増減なし           | 1,179      | 0.00%  | 新党   |
|                                                     | サルデーニャ同盟                       | LdA                  | 0                  | 増減なし           | 1,117      | 0.00%  | 0      |
|                                                     | 独立カトリック運動・平和と正義         | MCIPJ                | 0                  | 増減なし           | 961        | 0.00%  | 新党   |
|                                                     | イタリア実存主義党                     | PEI                  | 0                  | 増減なし           | 816        | 0.00%  | 新党   |
|                                                     | 諸派                                   | 諸派                 | 0                  | 増減なし           | 10,545     | 0.04%  | 0      |
| 総計                                                | 総計                                   | 総計                 | 574                | 018                | 26,264,458 | 100.0% | 556    |
| 有効票数（有効率）                                  | 有効票数（有効率）                     | 有効票数（有効率）   | 有効票数（有効率） | 有効票数（有効率） | 26,264,458 | 97.80% |        |
| 無効票数（無効率）                                  | 無効票数（無効率）                     | 無効票数（無効率）   | 無効票数（無効率） | 無効票数（無効率） | 591,283    | 2.20%  |        |
| 投票総数（投票率）                                  | 投票総数（投票率）                     | 投票総数（投票率）   | 投票総数（投票率） | 投票総数（投票率） | 26,855,741 | 92.23% |        |
| 棄権者数（棄権率）                                  | 棄権者数（棄権率）                     | 棄権者数（棄権率）   | 棄権者数（棄権率） | 棄権者数（棄権率） | 2,261,529  | 7.77%  |        |
| 有権者数                                            | 有権者数                               | 有権者数             | 有権者数           | 有権者数           | 29,117,270 | 100.0% |        |
| 出典：Ministero dell'Interno - 内務省（イタリア語） |                                        |                      |                    |                    |            |        |        |